# Pains (Santa Maria)
Pains est un quartier de la ville brésilienne de Santa Maria, Rio Grande do Sul. Le quartier est situé dans district de Pains.

## Villas
Le quartier possède les villas suivantes : Pains, São Sebastião, Passo das Topas, Vila Abrantes, Vila Videira, Vila Marques, Sítio dos Paines, São Geraldo.

## Galerie de photos

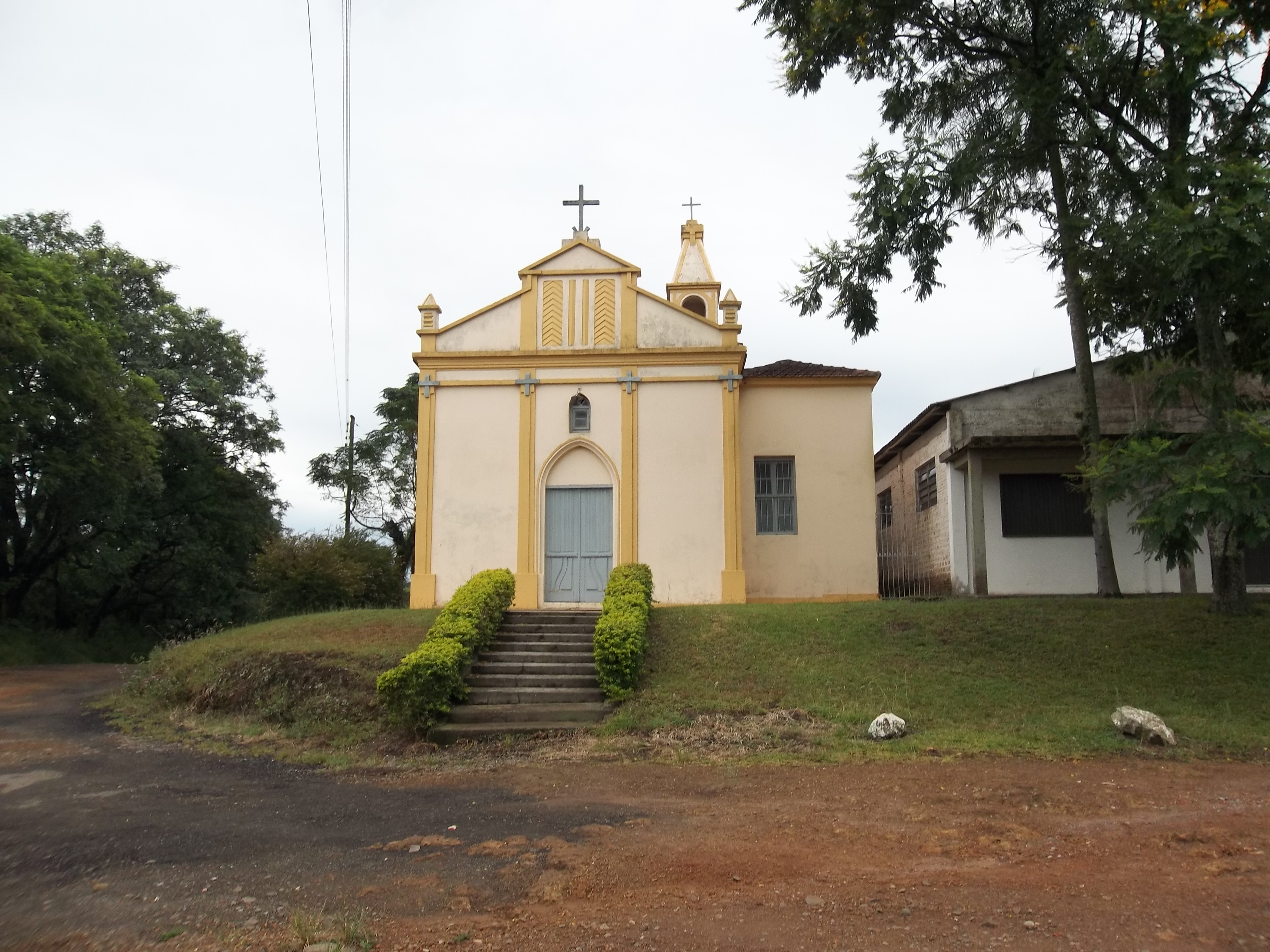
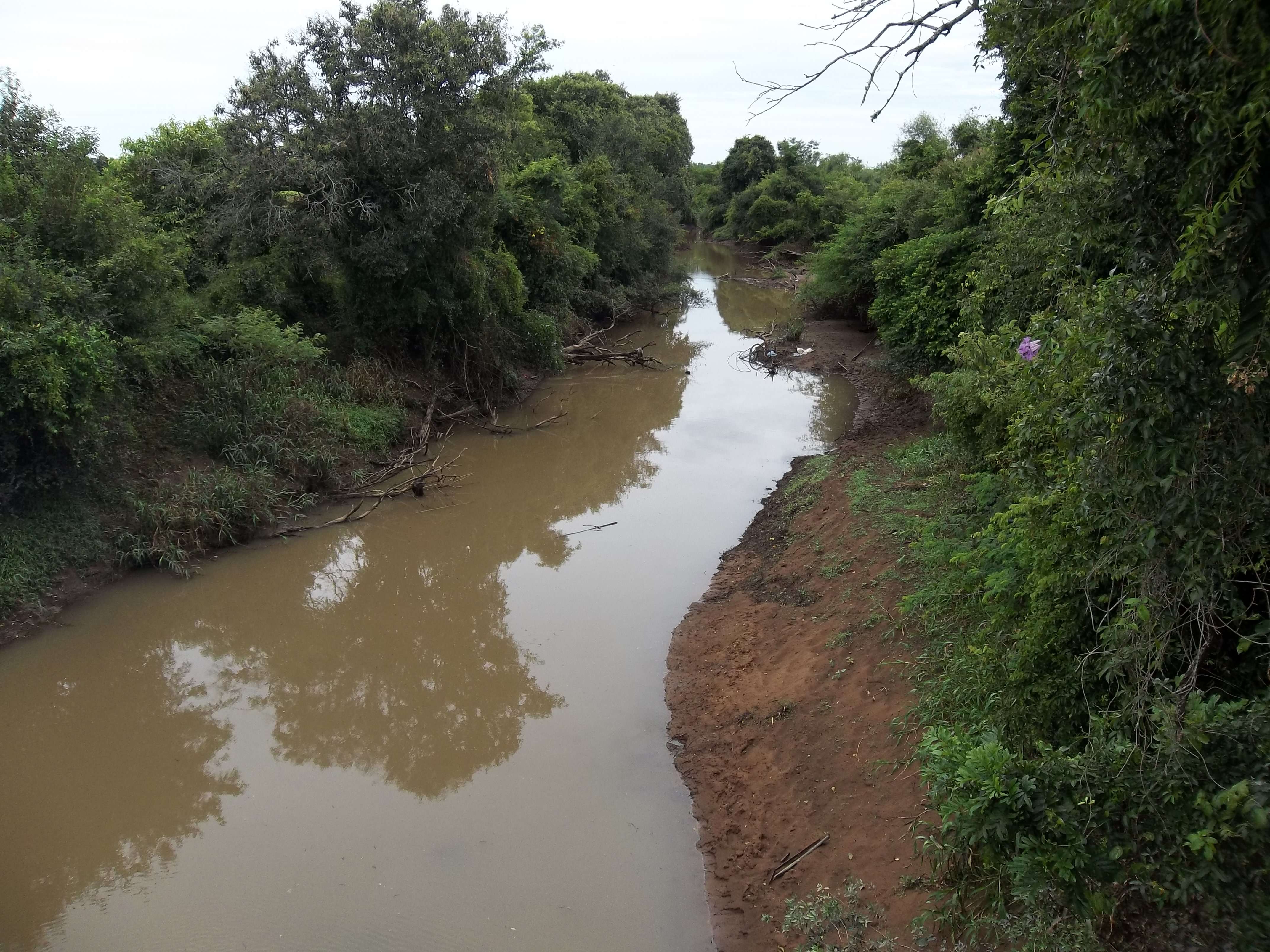